# Tachina conjuncta
Tachina conjuncta là một loài ruồi trong họ Tachinidae.